# Jan Långben spelar ishockey
Jan Långben spelar ishockey (även Jan Långben på hal is) (engelska: Hockey Homicide) är en amerikansk animerad kortfilm med Långben från 1945.

## Handling
En ishockeymatch ska hållas och lagen som ska spela är Pelicans och Aardvarks. Spelet spårar snabbt ur och spelarna börjar puckla på varandra, trots att domaren vill att matchen ska vara fri från bråk.

## Om filmen
Filmen hade svensk premiär den 10 december 1945 på Sture-Teatern i Stockholm och ingick i kortfilmsprogrammet Kalle Anka i högform tillsammans med sex kortfilmer till; Jan Långben på tigerjakt, Pluto har hundvakten, Kalle Anka packar paket, Lektion på skidor (ej Disney), Kalle Anka i sjönöd och Jan Långben bland indianer. Året därpå den 2 februari visades filmen som separat kortfilm på biografen Spegeln i Stockholm.

## Rollista
- Pinto Colvig – Långben
- Doodles Weaver – berättare[8]